# Vassach

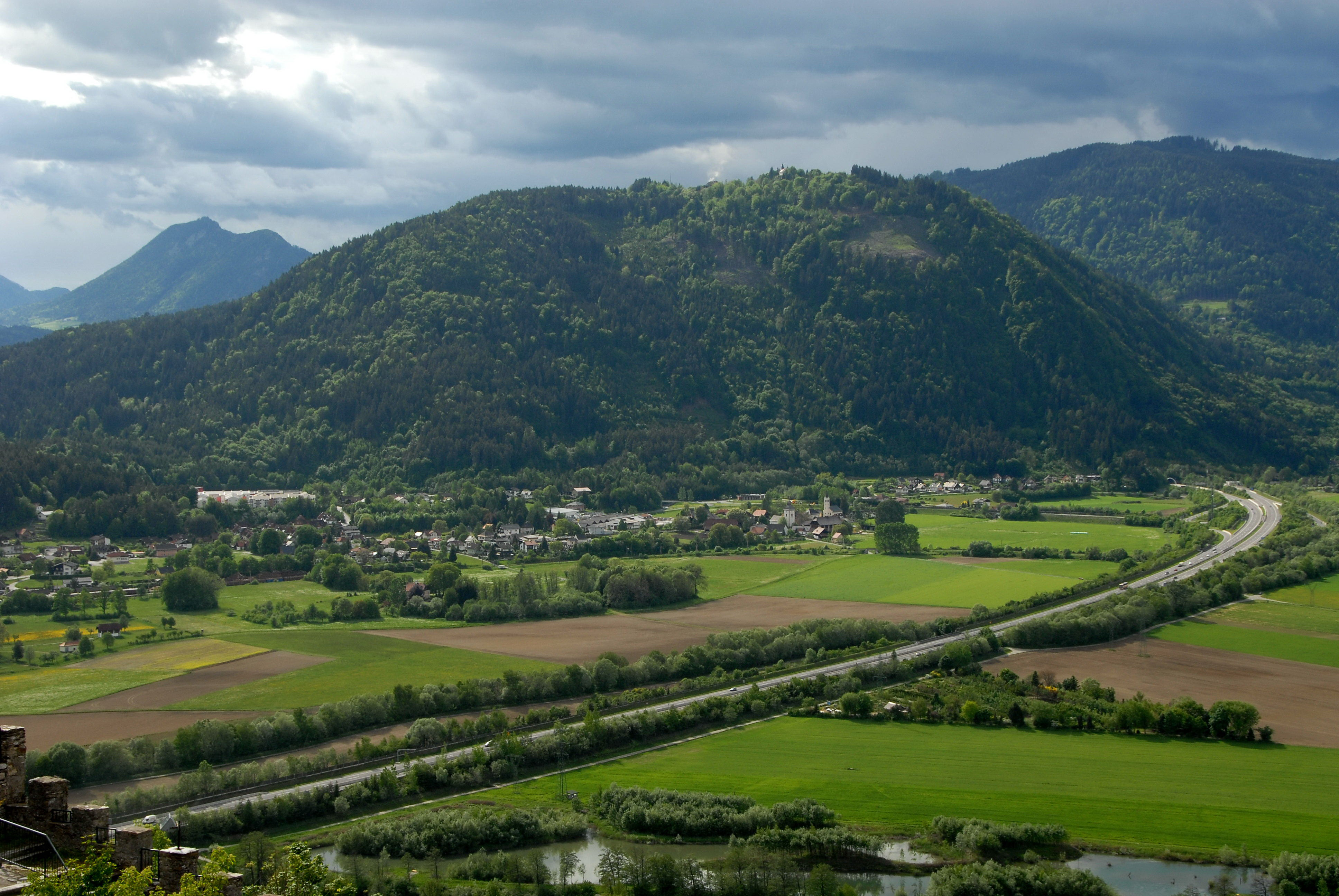
Oswaldiberg zwischen Villach und Treffen

Großvassach, auch Vassach genannt, ist ein Ortsteil von Villach und liegt im Norden der Stadt.
Zu Vassach gehören die Dörfer Großvassach, Kleinvassach, Gritschach, Essach, Zwischenbergen und Blas.
In Kleinvassach befindet sich der Vassacher See, der ein wichtiges Erholungsgebiet ist.
Vassach kam erst 1974 im Zuge der Eingemeindung der Gemeinde Landskron zu Villach.
Bekannt ist auch der Vassacher Kirchtag im August bei den beiden Gasthäusern Bacher und Gasser mit den bekannten „Kirchtagsstandln“.
Seit 1883 besteht die Freiwillige Feuerwehr Vassach. Sie feierte 2003 ihr 120-jähriges Jubiläum. Anlässlich dessen wurde das Feuerwehrhaus renoviert und ein neues Tanklöschfahrzeug TLF 1300 übergeben. Anfang 2009 wurde auch das zweite Fahrzeug der Feuerwehr Vassach, ein Kleinlöschfahrzeug, gegen ein neues ausgetauscht, das nach Einbau eines hydraulischen Rettungssatzes das Einsatzspektrum im Bereich Verkehrsunfälle ausweitet.
Seit 1900 gibt es in Vassach eine Volksschule. 1990 wurde sie renoviert und bekam einen Zubau. Die Schule hat fünf Klassen und einen Spielplatz.

## Kirche Vassach und Oswaldiberg

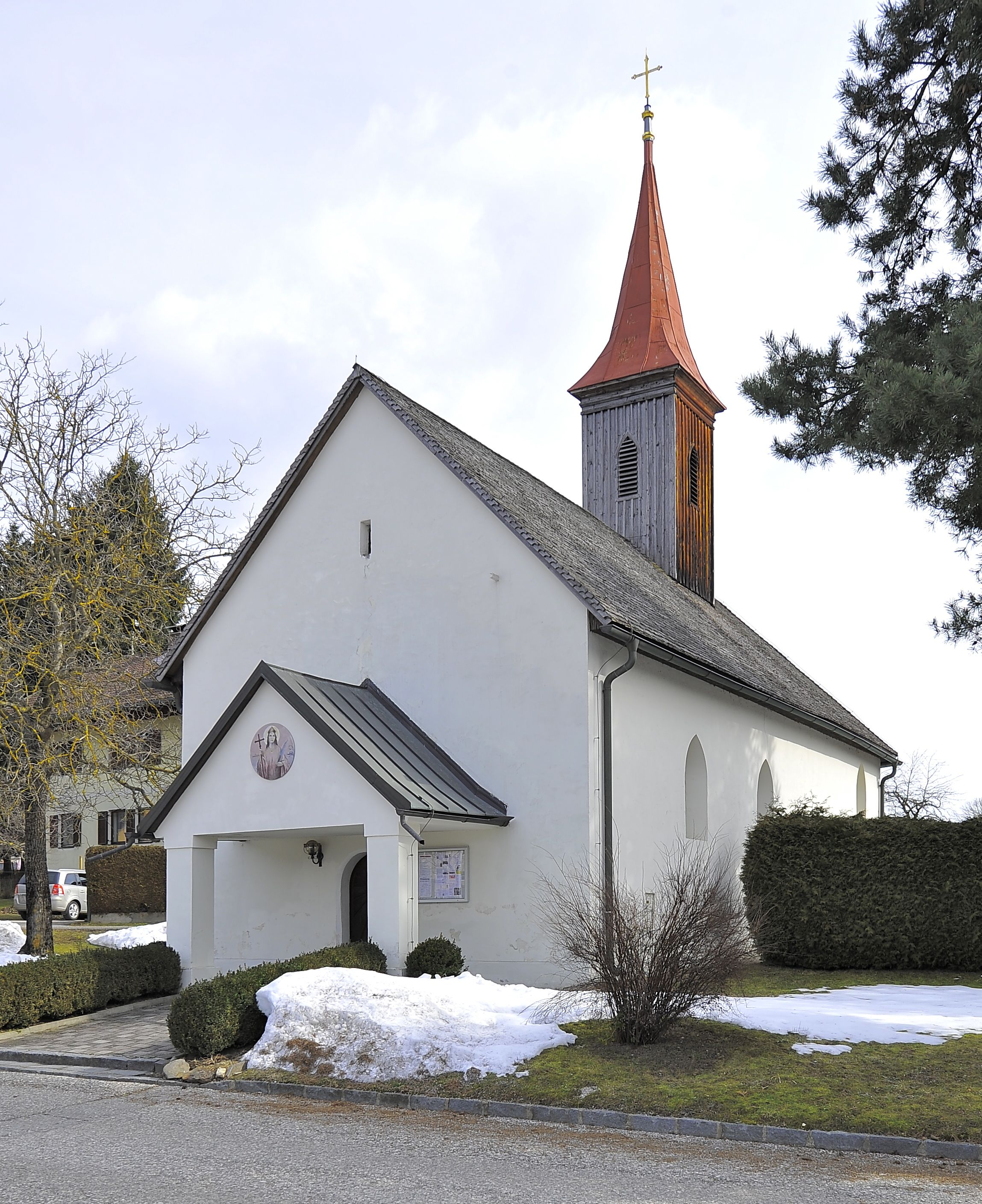
Filialkirche hl. Margareta

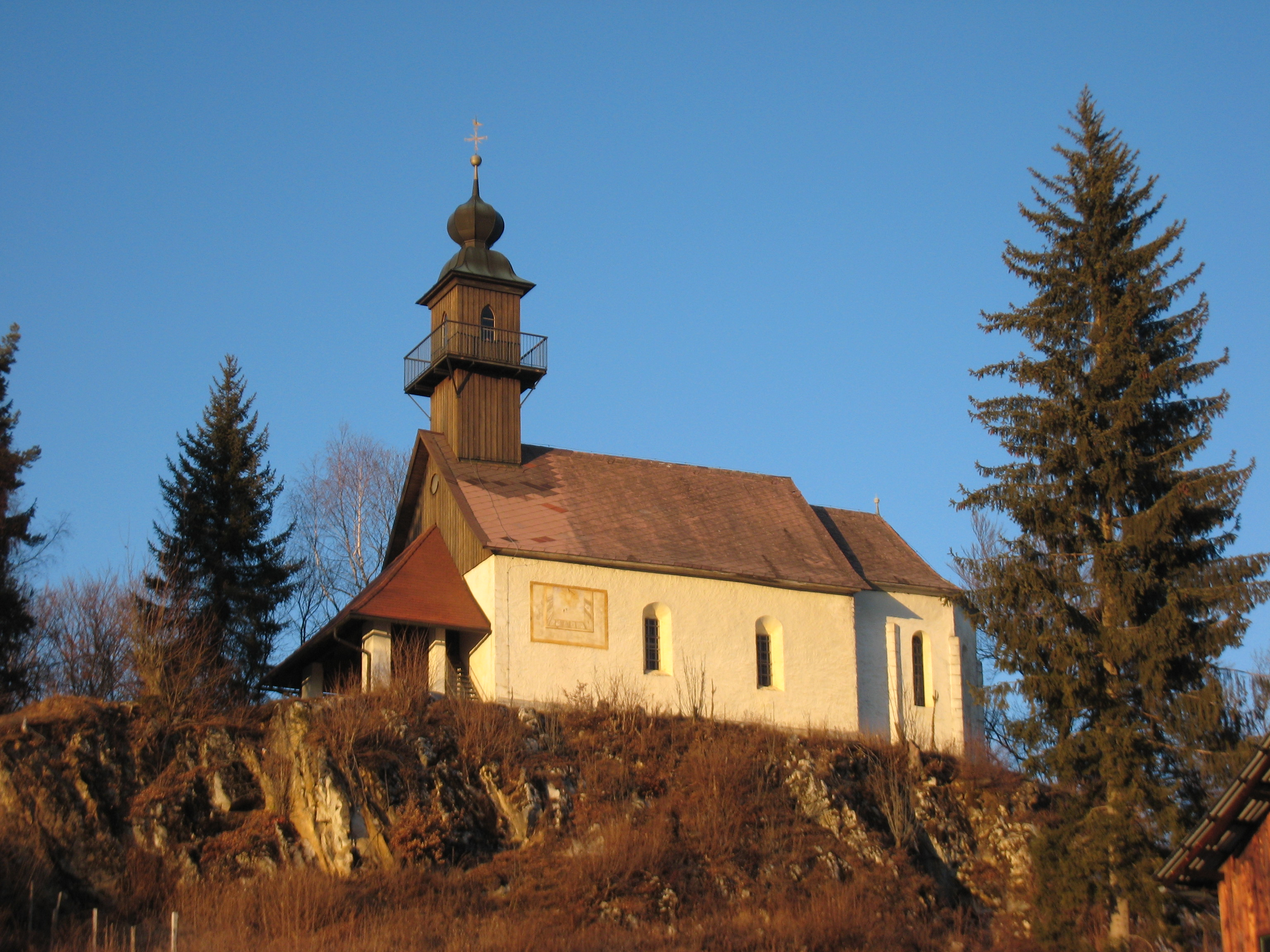
Kirche am Oswaldiberg

Die Kirche Vassach steht in der Dorfmitte und ist der heiligen Margareta geweiht und wurde erstmals am 25. Mai 1488 urkundlich erwähnt. Sie war im Gegensatz zur Kirche am Oswaldiberg nur eine unbedeutende Filialkirche. Erst im frühen 20. Jahrhundert wurde die Kirche renoviert und etwas bedeutsamer, da nun zweimal pro Monat die Messe abgehalten werden durfte. 1923 wurde die Kirche renoviert. 1931 wurden die Glocken eingeweiht. Im Zweiten Weltkrieg wurden die Glocken zerstört.
1950 wurden die neuen Glocken eingeweiht. 1990 wurde die Kirche nochmals renoviert. 2009 wurden das Dach und weitere Teile erneuert. Das Kirchengebäude steht unter Denkmalschutz (Listeneintrag).
Zu Ehren der heiligen Margareta findet jedes Jahr im Juli eine Prozession statt.
Am Oswaldiberg gibt es eine weitere Kirche, die ein bekanntes Ausflugsziel ist. Die kleine Kirche hat einen begehbaren Glockenturm. Gottesdienste finden nur zu besonderen Anlässen statt (Ostern, Pfingsten, Vassacher Kirchtag). Auch diese Kirche steht unter Denkmalschutz (Listeneintrag).